# バート・ディッツェンバッハ
バート・ディッツェンバッハ（ドイツ語: Bad Ditzenbach、1929年まではディッツェンバッハ）は、ドイツ連邦共和国バーデン＝ヴュルテンベルク州シュトゥットガルト行政管区のゲッピンゲン郡に属す町村である。この町は州認定の温泉保養地である。

## 地理

### 位置
バート・ディッツェンバッハは、シュヴェービシェ・アルプの北部、フィルスタール上流域の海抜 498 から 781 m に位置している。バート・ディッツェンバッハでディッツェンバッハ川がフィルス川に合流する。

### 隣接する市町村
この町に隣接する市町村は、北から時計回りに、ハイニンゲン、シュラート、デッギンゲン（いずれもゲッピンゲン郡）、ネリンゲン、メルクリンゲン（ともにアルプ＝ドナウ郡）、ドラッケンシュタイン、ミュールハウゼン・イム・テーレ、グリュービンゲン、ガンメルスハウゼン（いずれもゲッピンゲン郡）である。

### 自治体の構成
自治体バート・ディッツェンバッハには、アウエンドルフ、バート・ディッツェンバッハ、ゴスバッハの3つのオルツタイル（地区）がある。地区の境は、かつて独立していた時代の同名の町村の境界と同じである。地区の公式な表記は、まず町名を書き、ハイフンでつなげて地区名を記述する。アウエンドルフ地区には、アウエンドルフ集落とハルトミューレ集落が属す。バート・ディッツェンバッハ地区には、バート・ディッツェンバッハ集落、ションターヘーエ農場、廃集落のヒンテンブルクが属す。ゴスバッハ地区にはゴスバッハ集落（その大部分が新興住宅地のクリンゲンブルネンである）、グロースマンスホーフ農場、廃集落のブルク・ライムベルクが属す。

### 土地利用
| 用途                 | 面積 (ha) | 占有率 (%) |
| -------------------- | --------- | ---------- |
| 住宅地               | 68        | 2.7        |
| 商工業地             | 25        | 1.0        |
| レクリエーション用地 | 16        | 0.6        |
| その他市街地         | 31        | 1.2        |
| 交通用地             | 100       | 3.9        |
| 農業用地             | 1270      | 49.9       |
| 森林                 | 979       | 38.5       |
| 水域                 | 7         | 0.3        |
| その他               | 48        | 1.9        |
| 合計                 | 2544      | 100        |

2022年現在の州統計局のデータに基づく。

## 歴史

### 概要
861年にヴィーゼンシュタイク修道院の文書に Tizzenbach として初めて記録されている。
中世にはヘルフェンシュタイン伯がバート・ディッツェンバッハとその周辺を治めていた。バート・ディッツェンバッハの高台であるシュロスベルク（城山）にあるヒルテンブルク城趾がこれを示している。
1560年に炭酸を含んだミネラルウォーターの水源が初めて記録されている。これがディッツェンバッハでの炭酸泉の浴場設立につながる。
ディッツェンバッハは、ヘルフェンシュタイン家の有していた領主権とともにヴュルテンベルク王国に引き継がれた。この町は当初はオーバーマウト・ヴィーゼンシュタイクに属したが、1810年からはオーバーアムト・ガイスリンゲンに属した。
エドゥアルト・メーリケの時代、当時のミネラルウォーターの水源所有者であったトーマス・フリットンは年間約20万本を製造していた。これを飲用したメーリケは、1863年に友人のカール・ヴォルフ宛に手紙を書いている。「ここで得られた私の健康に対するメリットが、特にディッツェンバッハの水を定期的に引用する習慣によることは明らかだ。」そして「最後まで残ったヌルヌルとした物体をディッツェンバッハの水が取り除いてくれることを期待している。」と自信を持って書き記している。
1929年に州公認の温泉療養地の称号が与えられた。
ナチ時代のヴュルテンベルクの行政改革によってバート・ディッツェンバッハはゲッピンゲン郡に編入された。1945年から1952年までこの町は、1945年にアメリカ占領地区に設けられたヴュルテンベルク＝バーデン州の一部となった。1952年にこの州は、新たにバーデン＝ヴュルテンベルク州に再編された。
ディッツェンバッハは、シュヴェービシェ・アルプで最初に温泉がボーリングされた町である。1969年に深さ 560 m から水温46℃の温泉が得られた。化学的含有物の主成分は、ナトリウム、カルシム、塩素、硫黄であった。カニジウス泉と名付けられたこの水源は1971年からフィンツェンツ・テルメの浴場に導かれている。

### 町村合併
- 1973年9月1日: アウエンドルフ（旧ガンスローゼン）がバート・ディッツェンバッハに併合された[6]。
- 1975年1月1日: バート・ディッツェンバッハとゴスバッハが合併して、新たな自治体バート・ディッツェンバッハが成立した[7]。

### 地区

#### ゴスバッハ
ゴス川が流れるゴスバッハは、1143年に初めて文献に記録された。独立た町村だった時代の紋章には、ライムベルクに建つ十字架礼拝堂が描かれていた。

#### アウエンドルフ
アウエンドルフは、かつてはガンスローゼンと呼ばれており、1137年にこの名称で初めて文献に記録された。「ガンスローゼン」は伝説で愚者の町の1つとされており（他の最も有名な愚者の町がシルトビュルガーの故郷のシルダである）、それだけで住民たちがからかわれていたため、1849年に改名された。アウエンドルフの人口は2022年末時点で535人である。アウエンドルフはその旧名だけでなく「ハーゲブッテンマルク」（ローズヒップで作るソース）でも有名で、現在も伝統的な製法で作られている。
アウエンドルフは、バート・ディッツェンバッハの中で唯一、福音主義住民が多数派の地区である。フィルスタール上流域は1806年からヴュルテンベルクの一部となったのだが、アウエンドルフ（ガンスローゼン）は1418年からヴュルテンベルクに属しており、1534年に福音主義に転向したためである。アウエンドルフ福音主義教会は、現在でもアウエンドルフで唯一の公法上の宗教法人である。
アウエンドルフの紋章には、金地に2つの赤い実をつけた緑のローズヒップの枝が描かれている。町の色は赤と金である。

## 住民

### 人口推移
出典: 1961年以降のデータは、バーデン＝ヴュルテンベルク州統計局のデータによる。

バート・ディッツェンバッハの人口推移

## 行政

### 議会
バート・ディッツェンバッハの町議会議員は Unechte Teilortswahl の方法で選出される。このため議席数は、超過議席によって変化する。2019年5月26日の選挙は13議席であった。この選挙の投票率は 62.0 % であった。町議会は、これらの選出された名誉職の議員と、議長を務める町長で構成されている。町長は町議会において投票権を有している。

### 紋章
図柄: 金地。上辺近くにまで達する緑の三峰の山が描かれている。その中に金の水盤を持ち、垂直と両側に分かれる銀の水柱を吹き上げる泉が描かれている。
この紋章は、町の温泉療養とシュヴェービシェ・アルプに囲まれた地形を象徴している。水盤を持つ泉は、バート・ディッツェンバッハの昔の紋章に既に用いられていた。現在の形になったのはアウエンドルフやゴスバッハと合併した後である。町の色は緑-黄である。紋章と旗は1977年8月17日にゲッピンゲン郡当局の認可を受けた。

## 文化と見所
バート・ディッツェンバッハは、沿道に見所が多いシュヴェービシェ・アルプ街道に面している。ゴスバッハの高台にあるティーアシュタインフェルスがアルプ高地とゴス川の東斜面との間の縁を形成している。この白ジュラ紀の自然文化財は、台地、垂直の割れ目、垂直の壁を持つ岩の集まりである。ここからは、オーバーベルクフェルスと同様に、フィルスタール上流域の良好な眺望が得られる。

### 建築
- ヒルテンブルク城趾
- 旧聖ラウレンティウス教会（15世紀）
- ゴスバッハのヨーゼフス礼拝堂

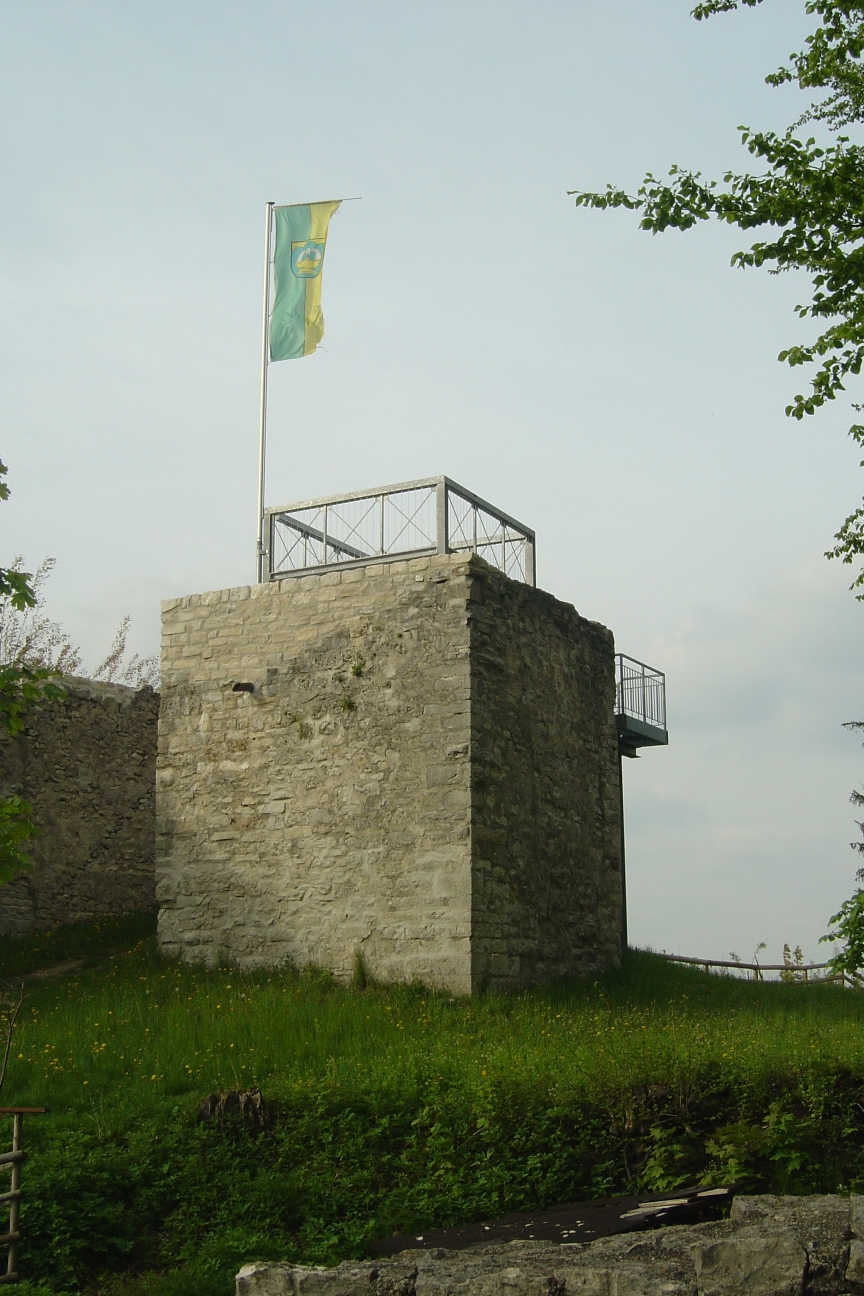
ヒルデンブルク城趾

- ゴスバッハのカトリックの教区教会聖マグヌス教会
- アウエンドルフの福音主義シュテファヌス教会、現在も演奏されているゲッピンゲンで最も古いオルガンを有している。
- ゴスバッハのライムベルクにある十字架礼拝堂

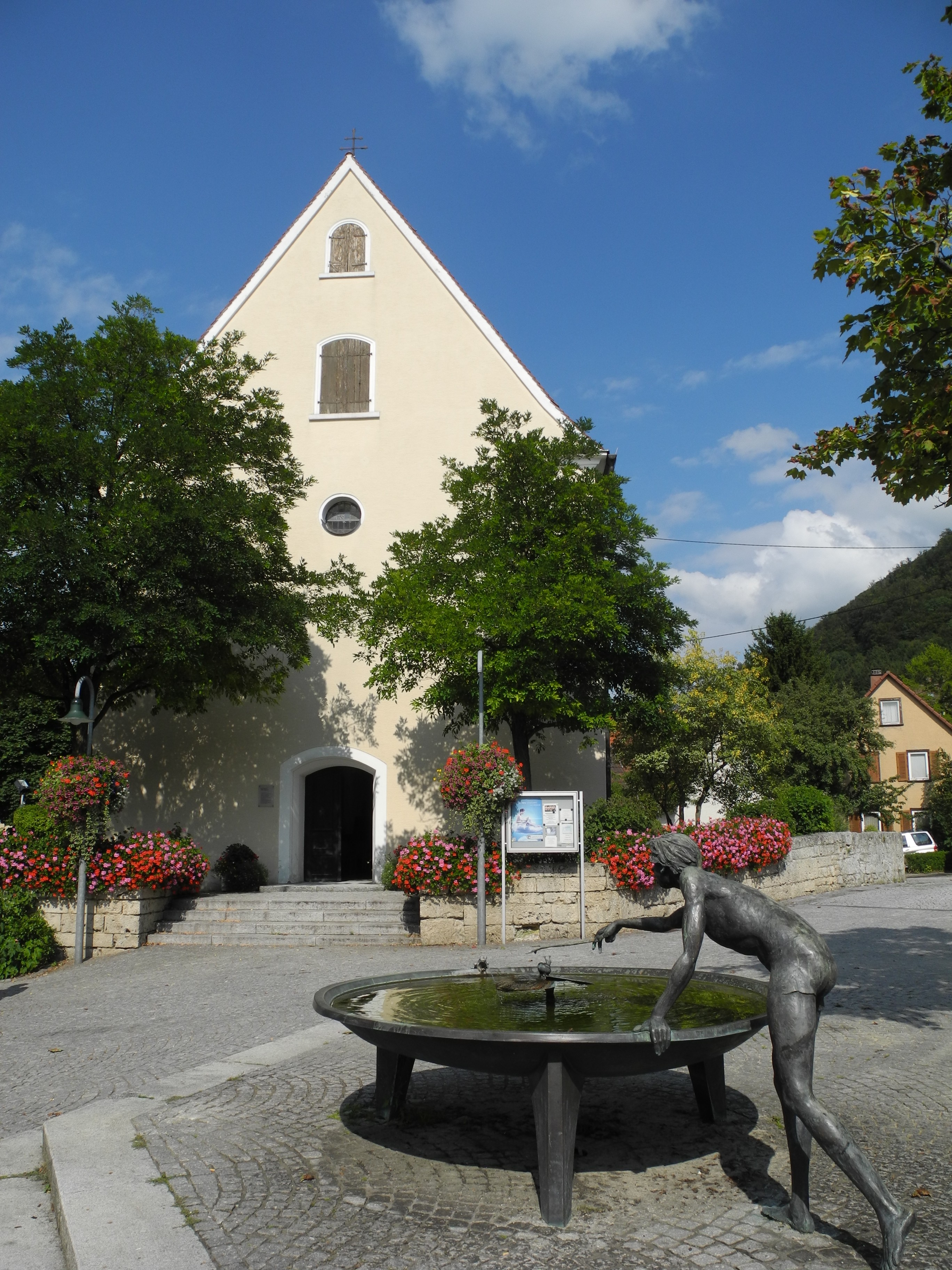
旧ラウレンティウス教会
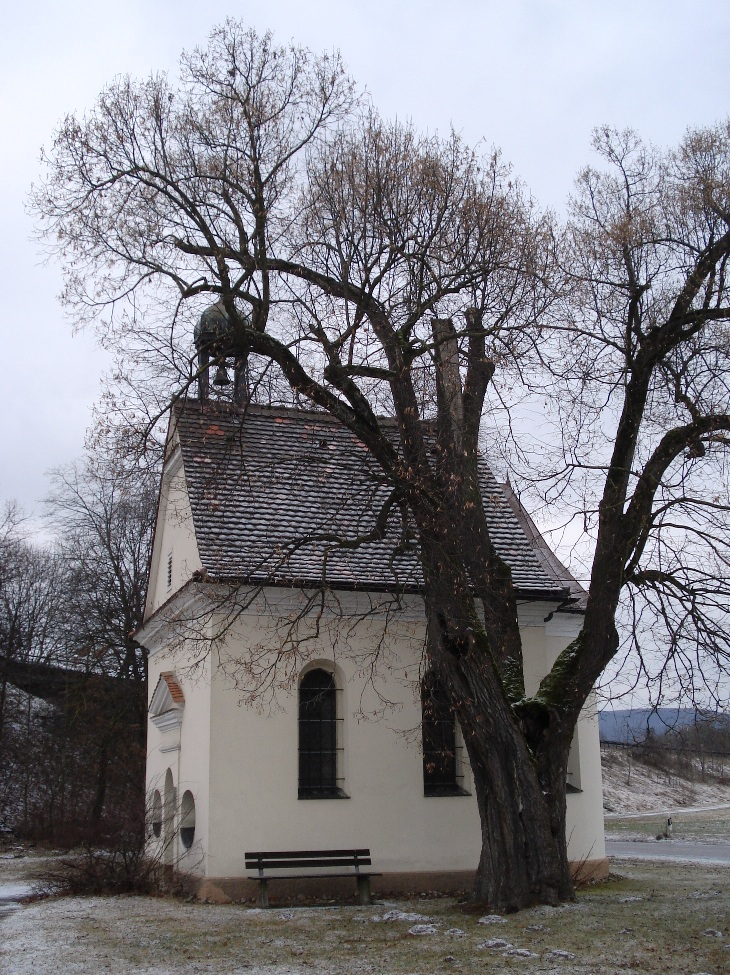
ヨーゼフ礼拝堂
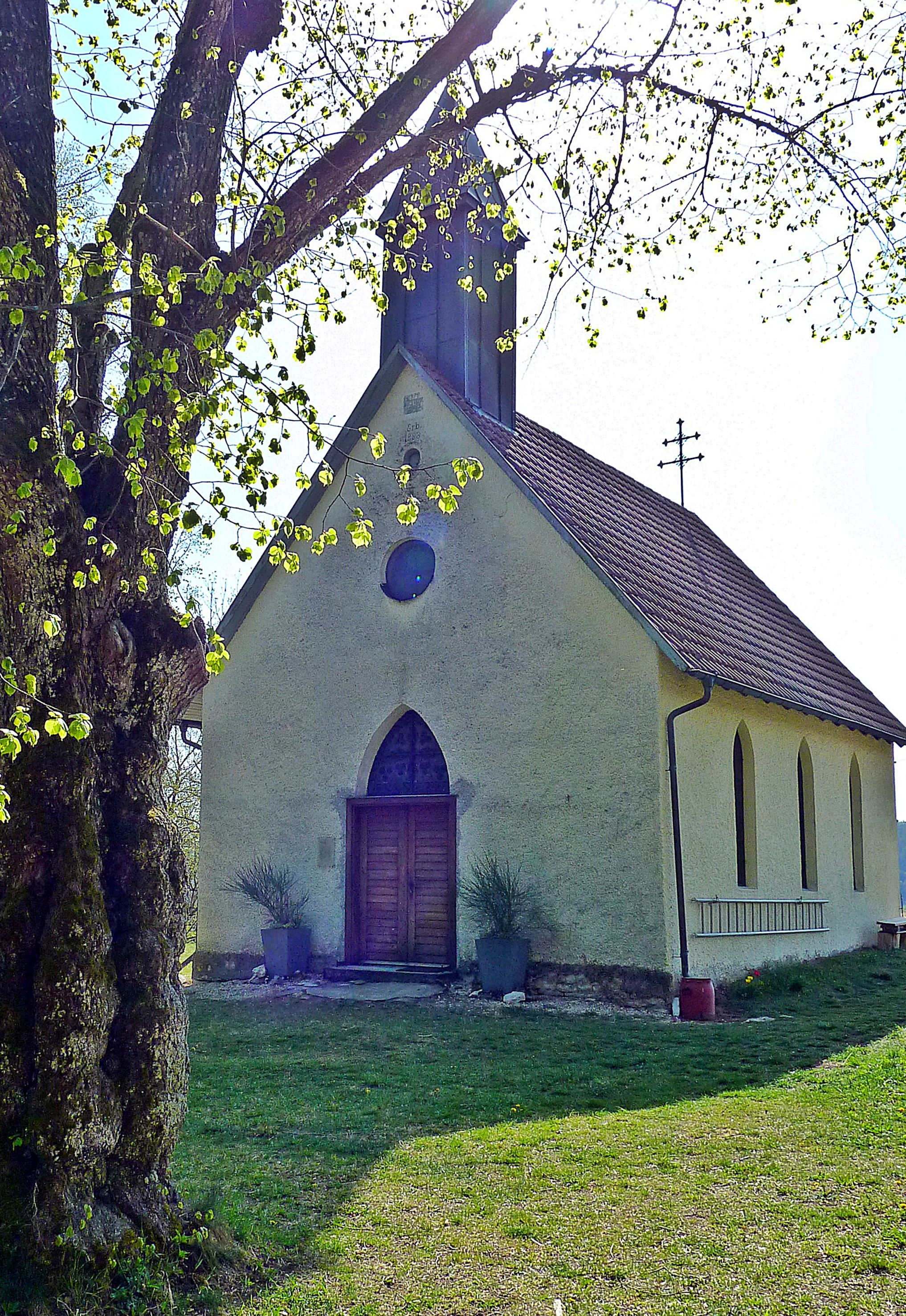
聖十字架礼拝堂

### スポーツとレジャー
- 温泉・ミネラル・運動施設フィンツェンツ・テルメ[11]

### 自転車道と遊歩道
最も人気のあるドイツ観光街道の1つであるアルプシュタイク（シュヴェービシェ・アルプ＝ノルトラント＝ヴェークあるいは HW1 とも呼ばれる）がバート・ディッツェンバッハの町域内を通っている。この観光街道はシュヴェービシェ・アルプの山沿いにドナウヴェルトからトゥットリンゲンまでを結んでいる。また、マウンテンバイクやグラーヴェルバイク向けの自転車道でアーレンからトゥットリンゲンまでを6つの区間で結ぶアルプ＝クロッシングにも面している。

## 経済と社会資本

### 交通
バート・ディッツェンバッハは、連邦道466号線沿いに位置している。この道路はミュールハウゼン・インターチェンジを介して西側を通るアウトバーンA8号線（シュトゥットガルト - ミュンヘン）に接続している。
この町はシュタウファークライス交通連盟に加盟している。バス路線966番がこの町と最寄りのガイスリンゲン (シュタイゲ) 駅とを結んでいる。大規模郡都市ゲッピンゲンへは、966番のバスでヴィーゼンシュタイクへ行き981番のバスに乗り換えるか、982番のバスでガンメルスハウゼンに行ってそこで乗り換えるか、である。982番のバスは学校センター（養護学校、本課程学校、実科学校）があるデッギンゲンにも接続している。
バート・ディッツェンバッハは、1903年から1968年まで、ガイスリンゲンとヴィーゼンシュタイクとを結ぶテーレス鉄道によって鉄道網に接続していた。

### 教育
バート・ディッツェンバッハには、ヒルテンブルクシューレとゴスバッハ地区のウルリヒ＝シーク＝シューレの2校の基礎課程学校がある。3つの地区それぞれに幼稚園が1園ある。

## 関連図書
- Christoph Friedrich von Stälin, ed (1842). “Ditzenbach”. Beschreibung des Oberamts Geislingen. Die Württembergischen Oberamtsbeschreibungen 1824–1886. Band 17. Stuttgart / Tübingen: Cotta’sche Verlagsbuchhandlung. p. 173–178
- Gemeinde Bad Ditzenbach (1996). Bad Ditzenbach: Heilbad auf der Schwäbischen Alb. Horb am Neckar
- Karl Kirschmer et al. (1984). Chronik von Auendorf-Ganslosen. Bad Ditzenbach-Auendorf
- Hyacinth Rink (1931). Mineralbad Ditzenbach und seine Heilquellen. Ditzenbach
- Gemeinde Bad Ditzenbach; Klaus Limmer (1994). : Gosbach in Wort und Bild: ein Heimatbuch mit Beiträgen zur Vergangenheit und Gegenwart. Horb am Neckar
- Gemeinde Bad Ditzenbach (1999). Von Ganslosen bis Auendorf: eine Ortschronik; anläßlich des 150-jährigen Jubiläums der Namensänderung von Ganslosen in Auendorf im Jahre 1849. Horb am Neckar